# Dave Kidner
Dave Kidner (eigentlich David Frederick Kidner; * 23. August 1949) ist ein ehemaliger britischer Zehnkämpfer.
Bei den British Commonwealth Games wurde er für Schottland startend 1970 in Edinburgh Neunter und 1974 in Christchurch Vierter.
1971 und 1973 wurde er Englischer Meister, 1970 und 1972 Schottischer Meister. Seine persönliche Bestleistung von 7172 Punkten stellte er am 20. August 1972 in Vittel auf.